# Kazuno

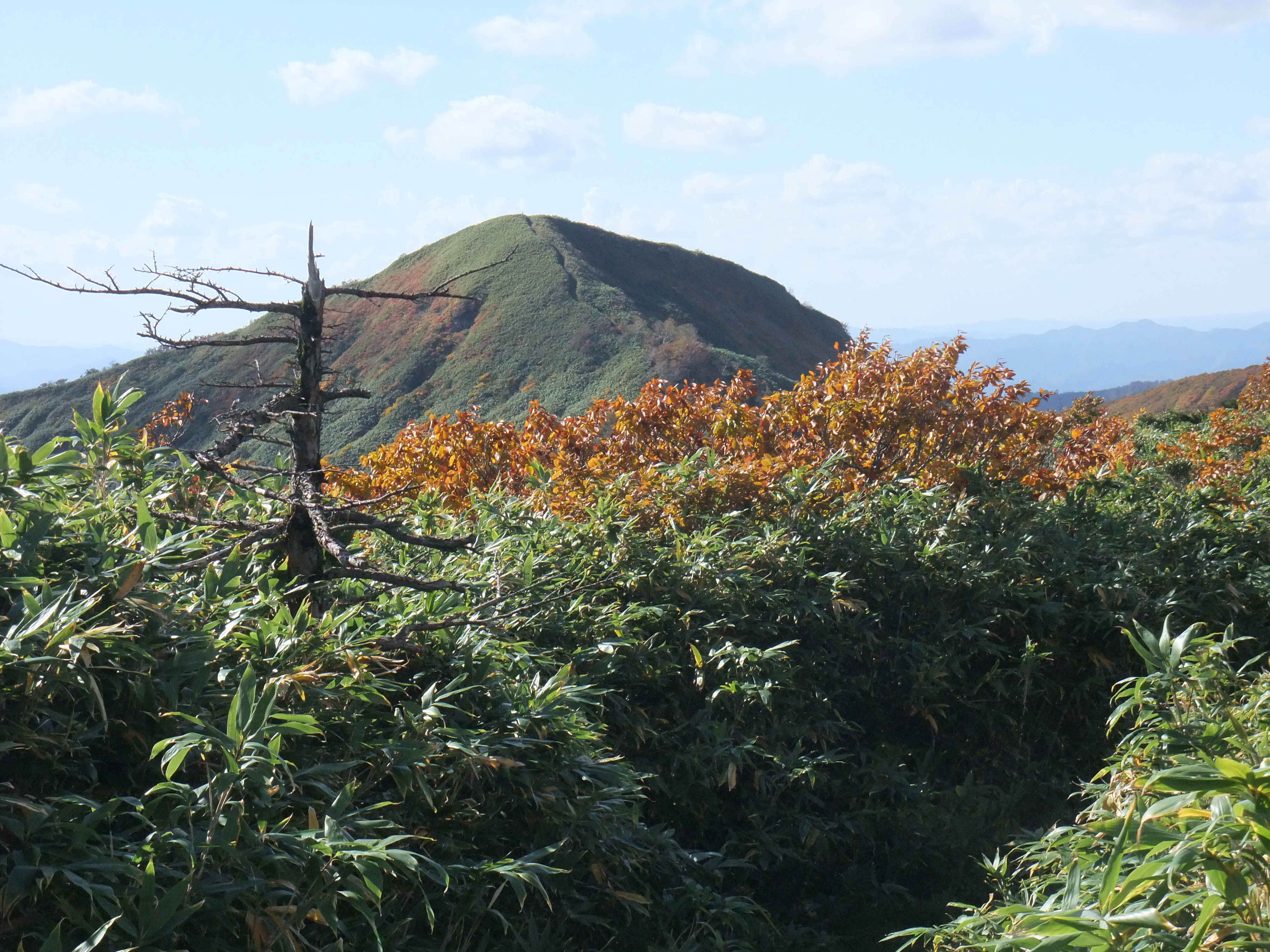
Nakadake, góra w Kazuno

Wodospad Chagama-no-taki

Kazuno (jap. 鹿角市 Kazuno-shi) – miasto w północnej Japonii, na wyspie Honsiu, wchodzące w skład prefektury Akita. Ma powierzchnię 707,52 km². W 2020 r. mieszkało w nim 29 088 osób, w 10 932 gospodarstwach domowych  (w 2010 r. 34 473 osoby, w 11 831 gospodarstwach domowych) .

## Historia
Tereny Kazuno zostały włączone do prefektury Akita w 1871 roku. Miasto utworzone zostało 18 grudnia 1972 roku przez połączenie miasteczek (machi): Hanawa, Towada i Osarizawa oraz wsi Hachimantai.

## Geografia

Kazuno w prefekturze Akita

Kazuno leży w północno-wschodnim krańcu prefektury, granicząc z prefekturami Aomori i Iwate. W jego północnej części leży jezioro Towada, a w południowej Park Narodowy Towada-Hachimantai. Zajmuje powierzchnię 707,52 km² i rozciąga się 20,1 km ze wschodu na zachód i 52,3 km z północy na południe. Ulokowane jest w dolinie Hanawa, nad rzeką Yoneshiro-gawa.
Przez miasto przebiega linia kolejowa Hanawa-sen, autostrada Tōhoku oraz drogi: 282, 103, 341 i 104.

## Demografia
Według stanu na 26 marca 2014 roku w mieście mieszka 33 593 osób, w tym: 15 793 mężczyzn i 17 800 kobiet, tworząc 13 317 gospodarstw domowych.
| 1995   | 2000   | 2005   | 2010   | 2015   | 2020   |
| ------ | ------ | ------ | ------ | ------ | ------ |
| 41 184 | 39 144 | 36 753 | 34 473 | 32 038 | 29 088 |

## Miasta partnerskie
- Węgry: Sopron (1995)
- Chińska Republika Ludowa: Liangzhou(inne języki) (2000)